# آندرئا مانتنیا
آندرئا مانتنیا (ایتالیایی: Andrea Mantegna؛ c. ۱۴۳۱ – ۱۳ سپتامبر ۱۵۰۶) نقاش قرن پانزدهم اهل ایتالیا بود. از آثار مشهورش می توان به «در سوگ مسیح» اشاره کرد.
آندرئا مانتنیا داماد یاکوپو بلینی بود. جنتیله بلینی و جووانی بلینی،  برادر زن‌های آندرئا مانتنیا بودند.

## نگارخانه

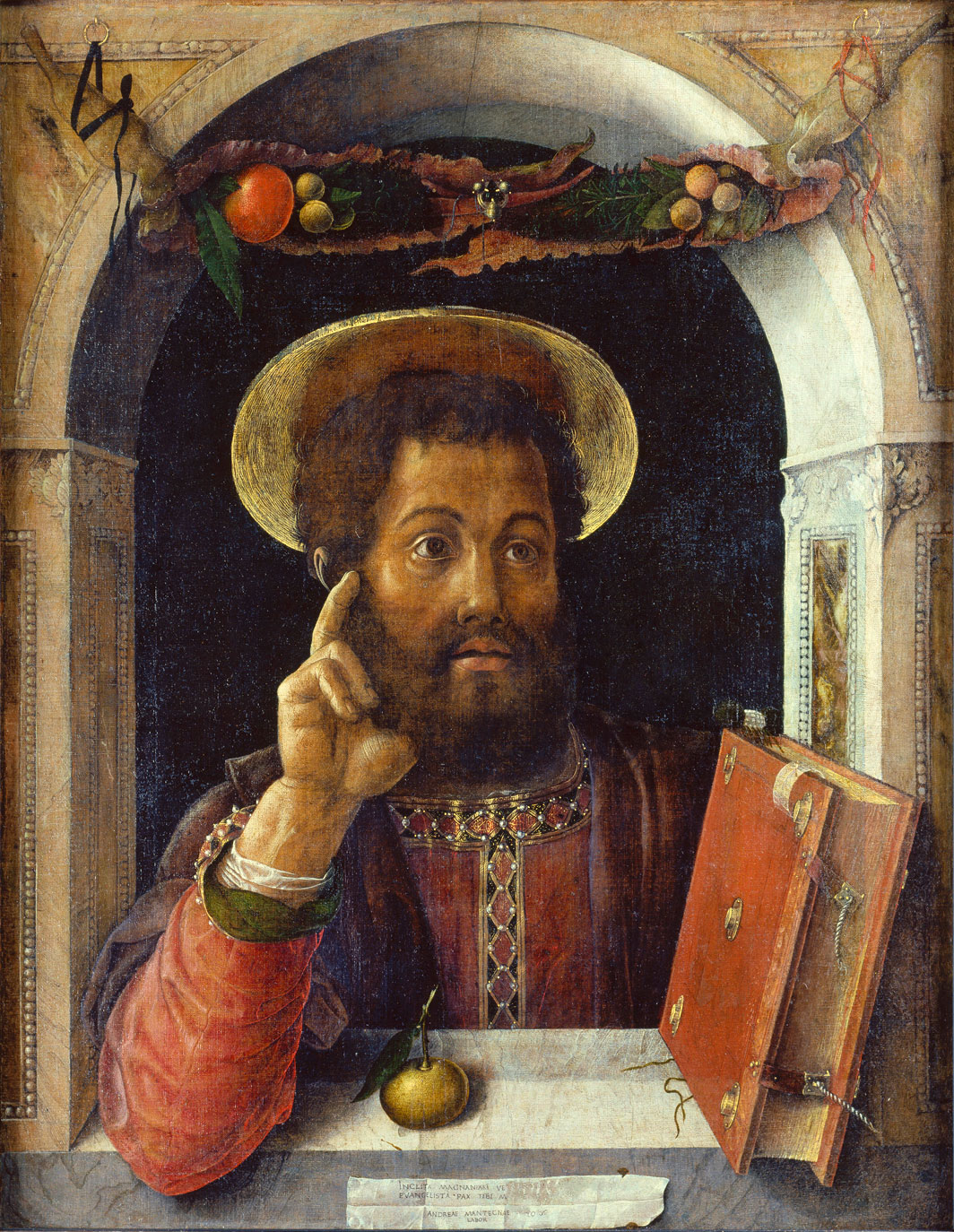
مارکو قدیس ۱۴۵۰ م. موزه اشتادل
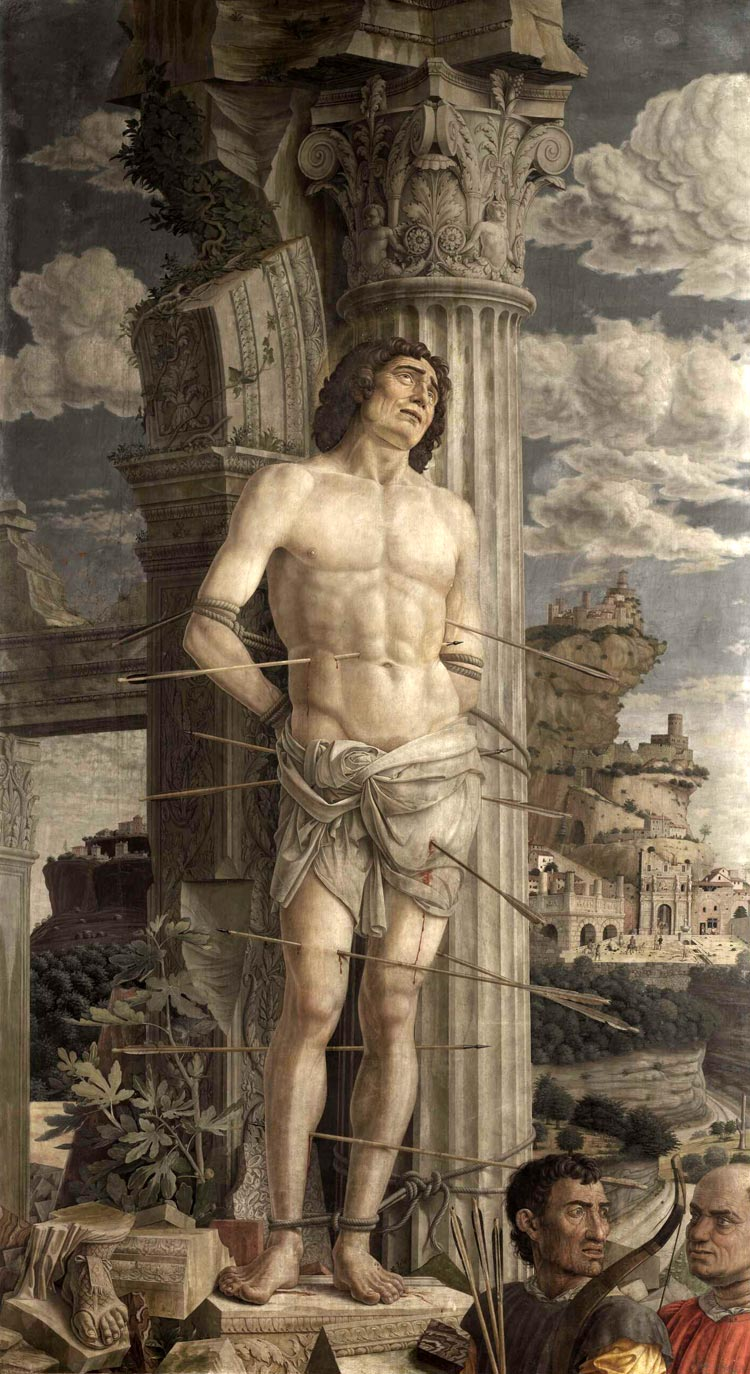
سباستین قدیس حوالی ۱۴۸۰ م. موزه لوور
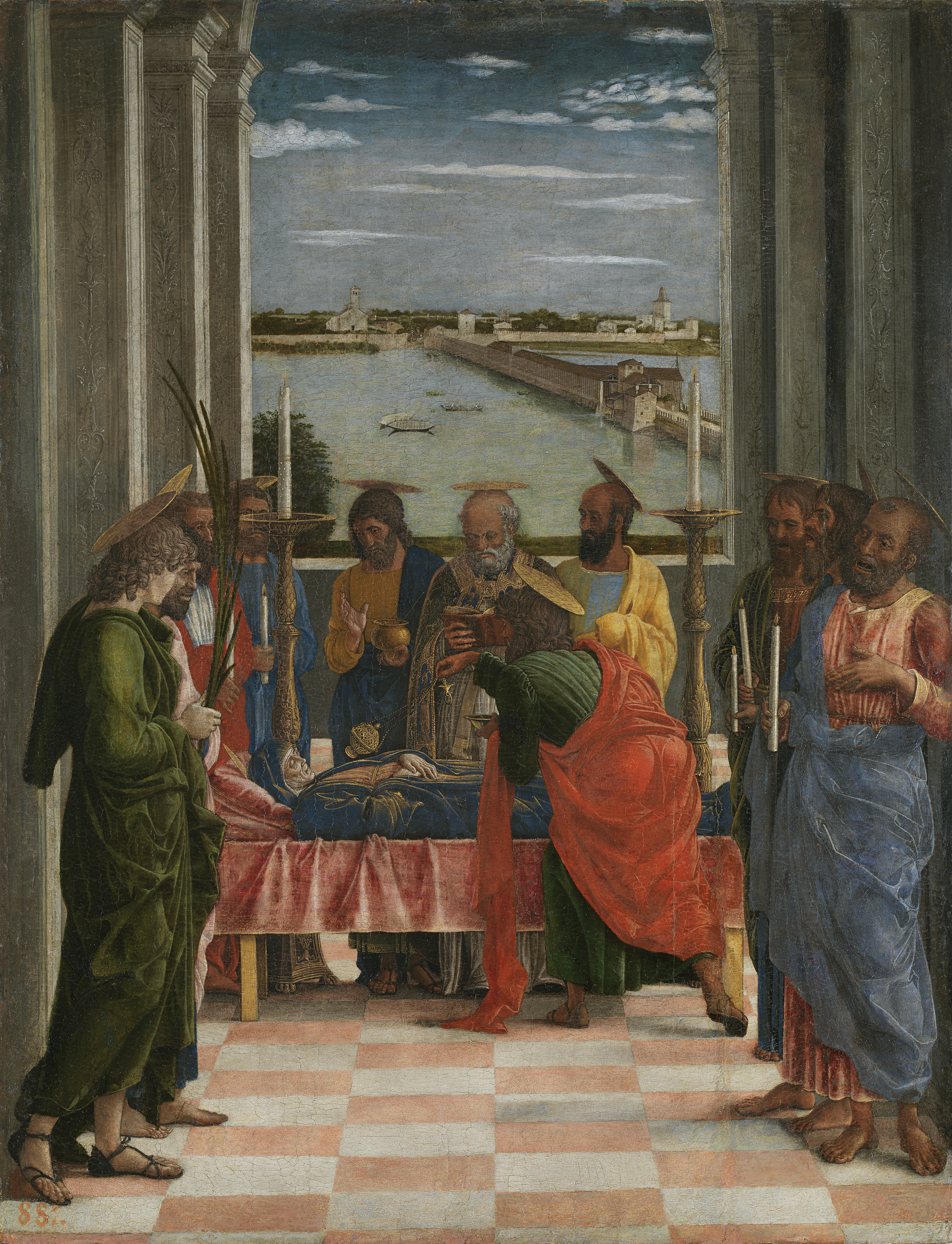
مرگ باکره بین ۱۴۶۲ تا ۱۴۶۴ م. موزه دل پرادو
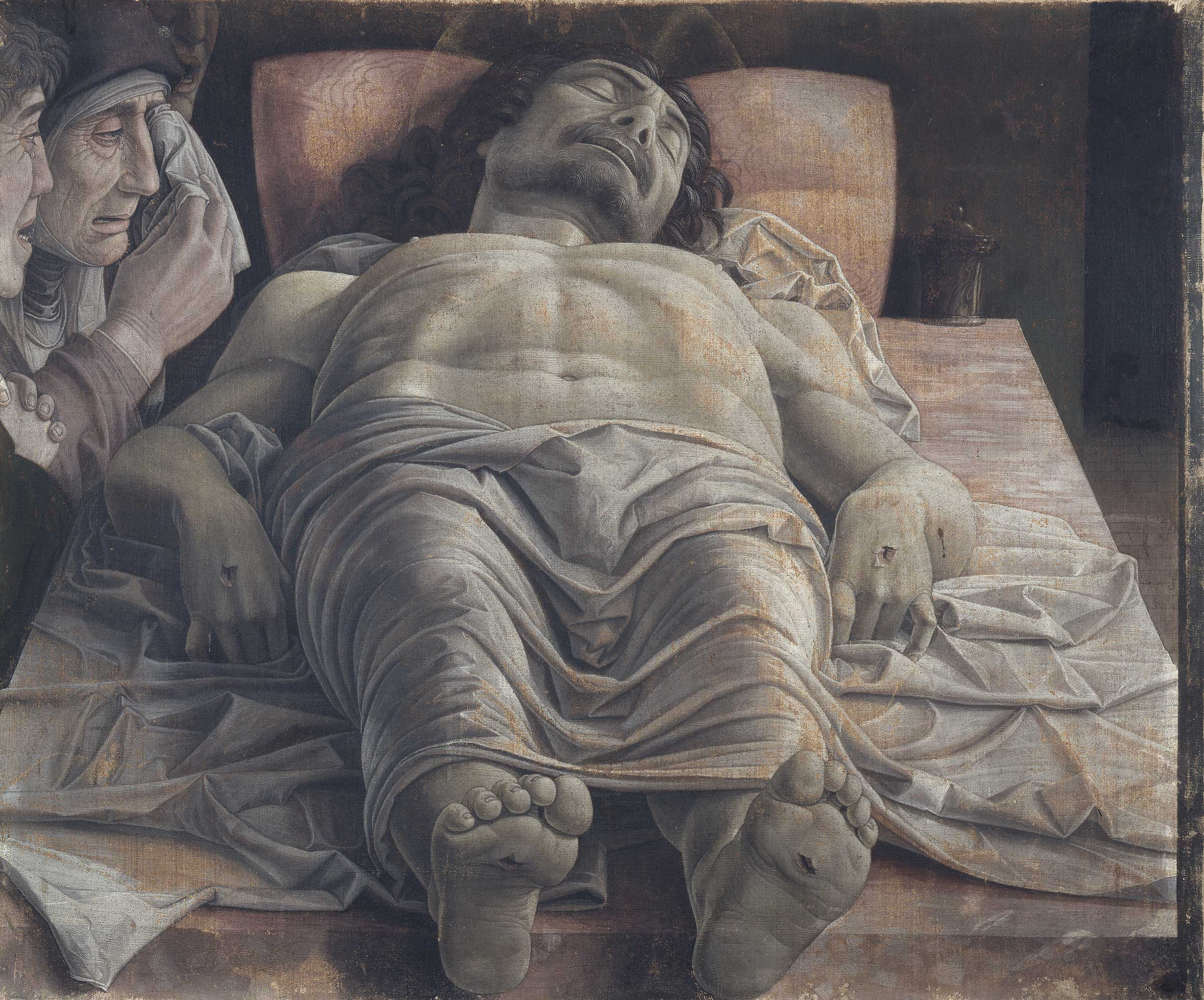
در سوگ مسیح حوالی ۱۴۸۰ م. نگارخانه بریرا
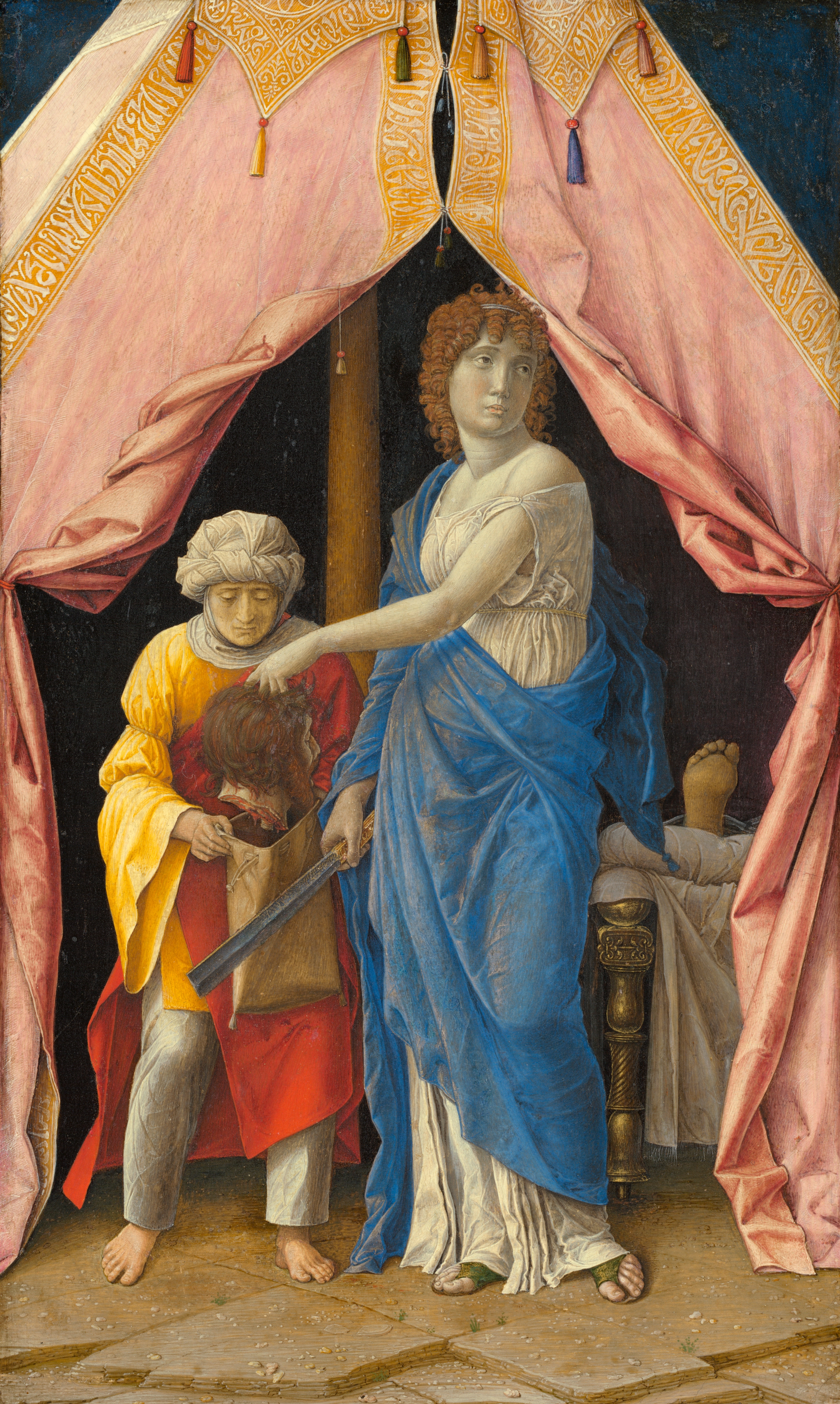
سر بریدن هولوفرنس توسط جودیت ۱۴۹۵ م. نگارستان ملی هنر آمریکا
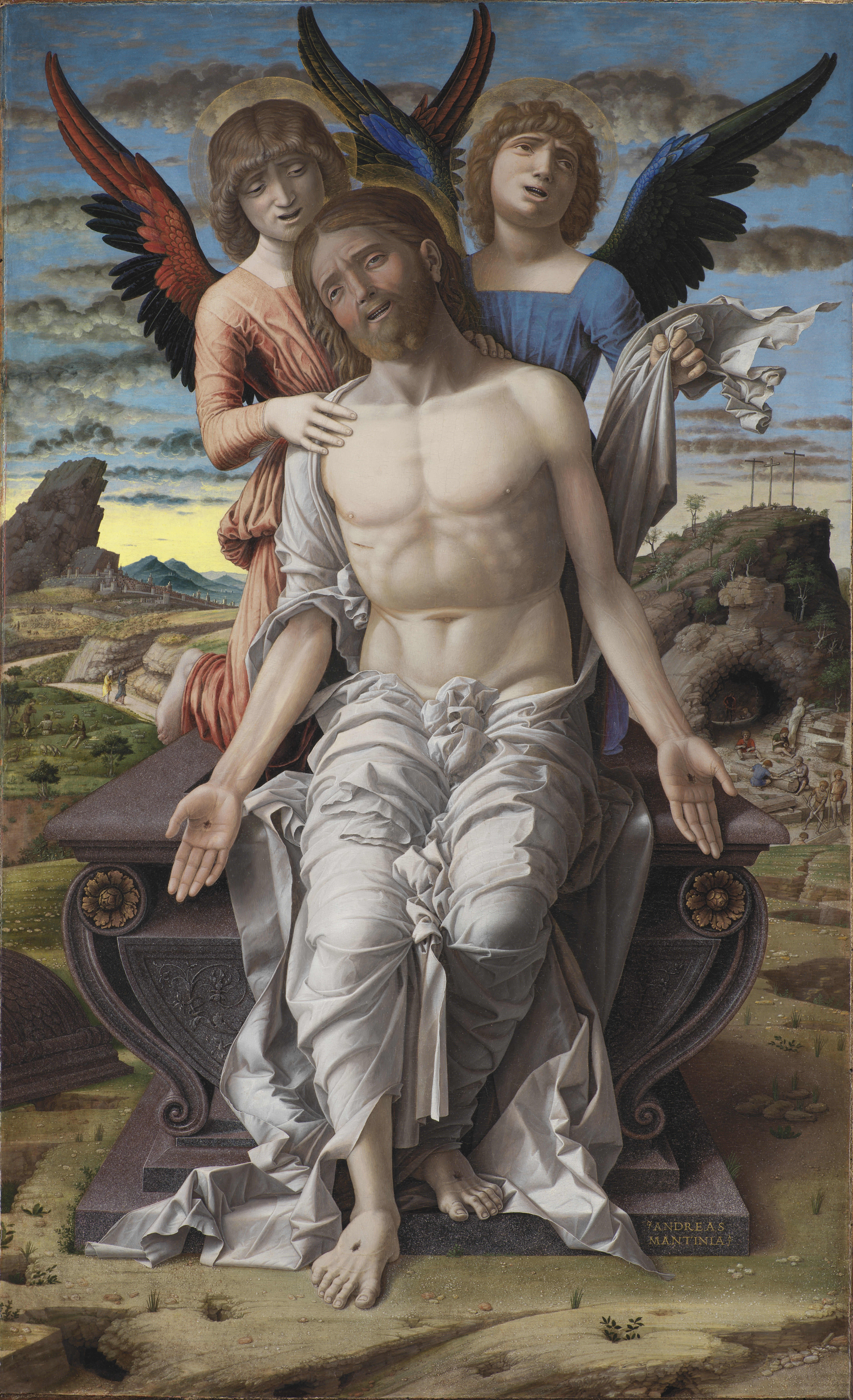
مسیح در غالب فدیه‌دهندهٔ رنج بین ۱۴۹۵ تا ۱۵۰۰ م. نگارخانه ملی دانمارک
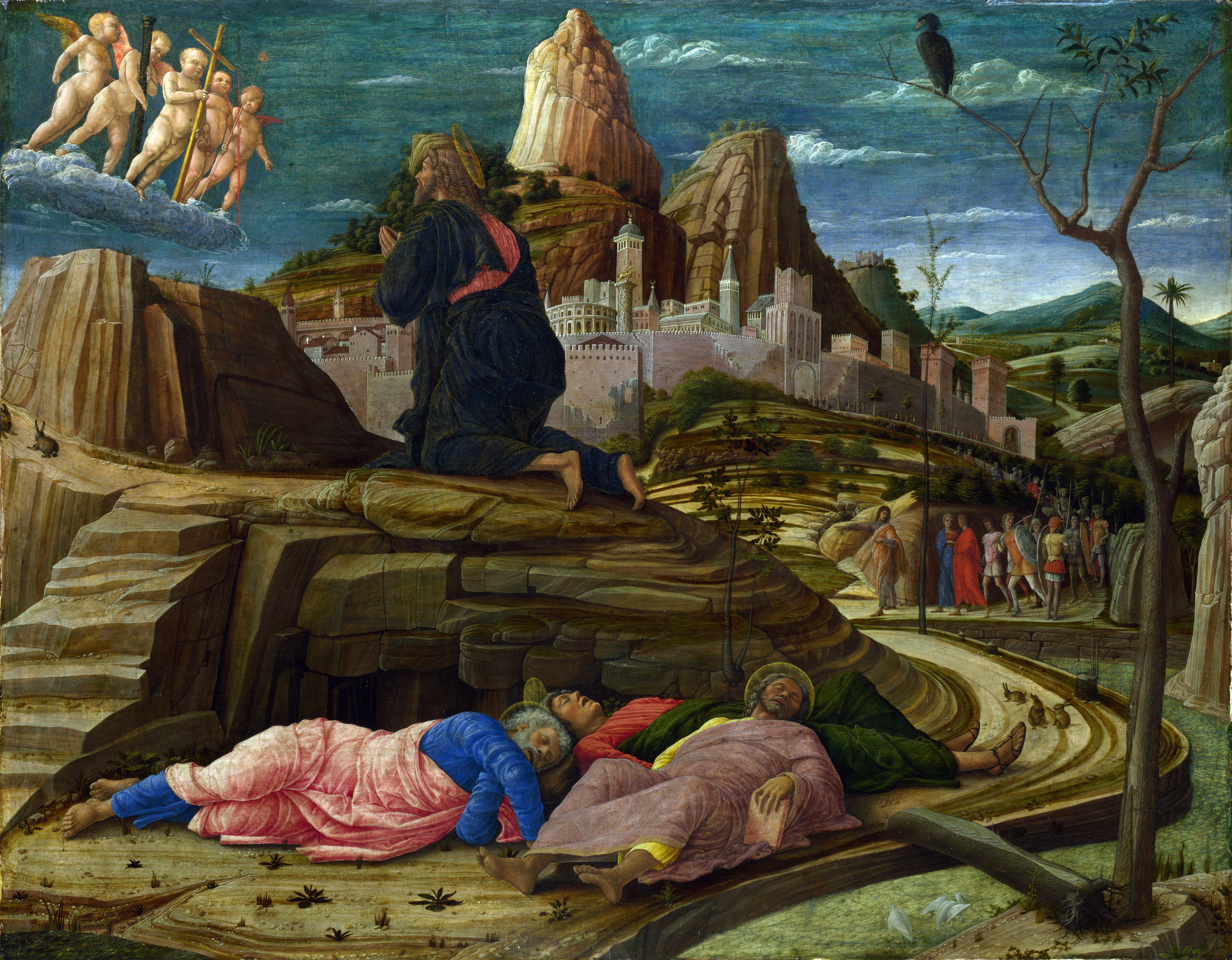
رنج در باغ بین ۱۴۵۸ تا ۱۴۶۰ م. نگارخانه ملی لندن
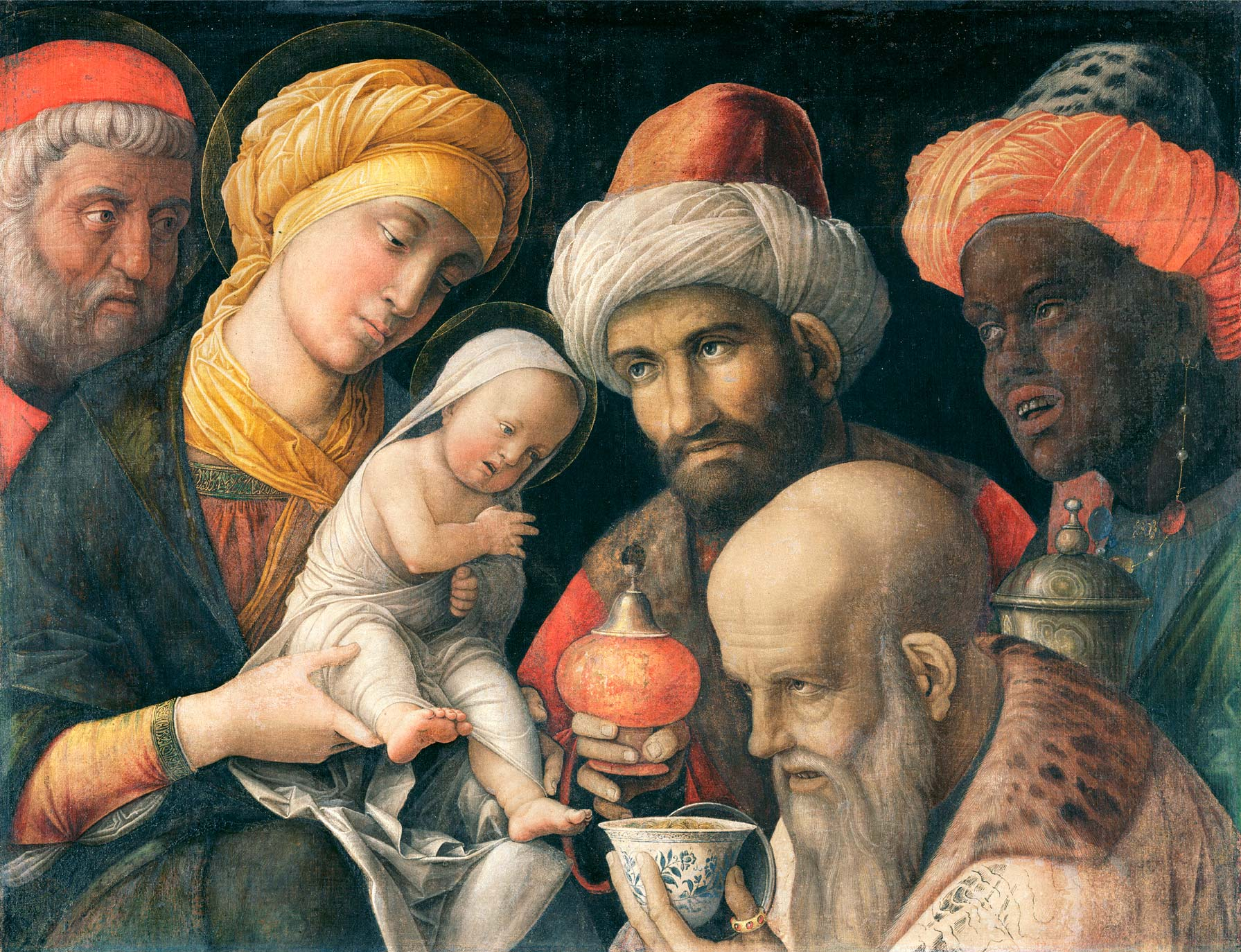
نیایش مُغان بین ۱۴۹۵ تا ۱۵۰۵ م. موزه جی. پال گتی
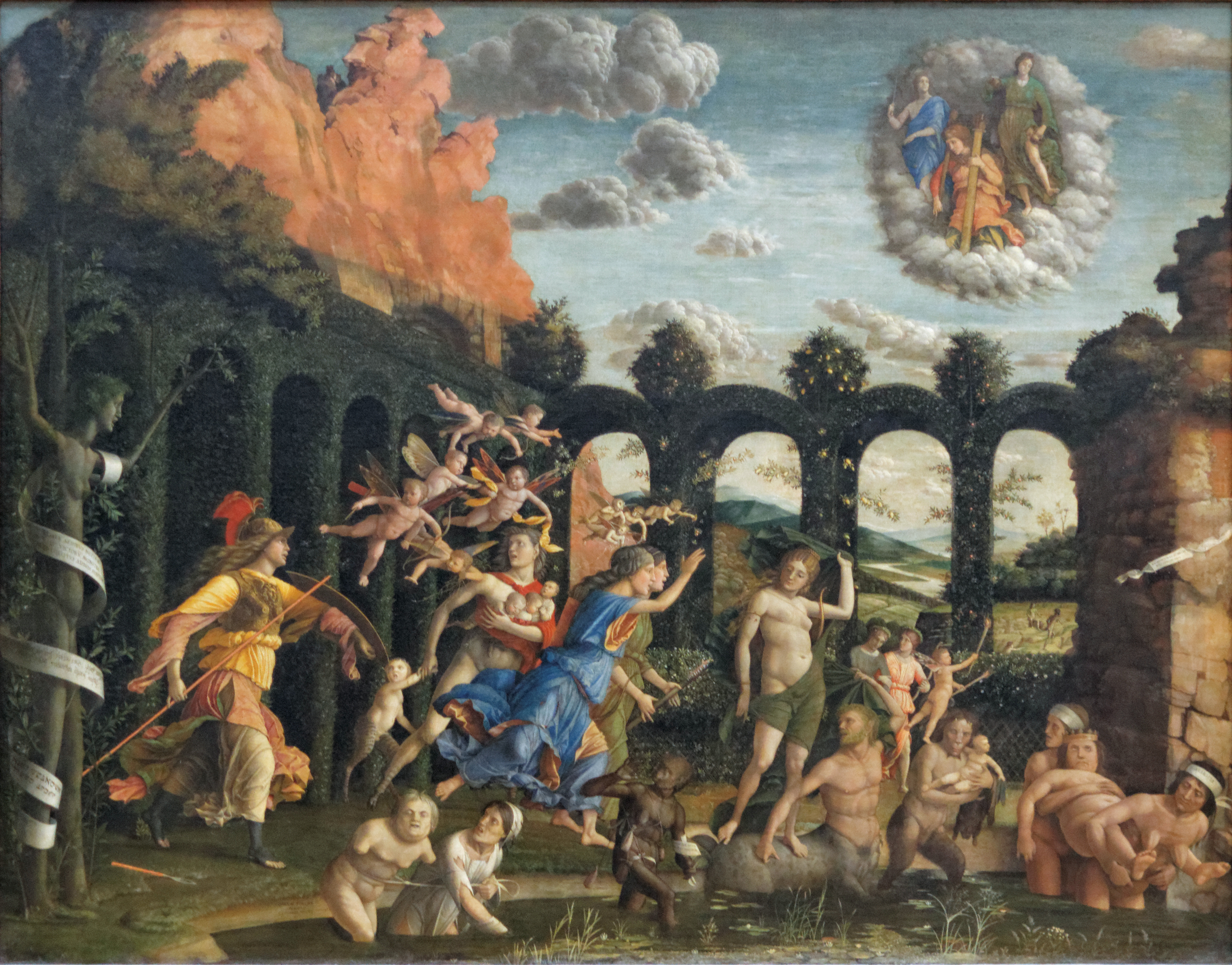
پیروزی فضایل حوالی ۱۵۰۲ م. موزه لوور
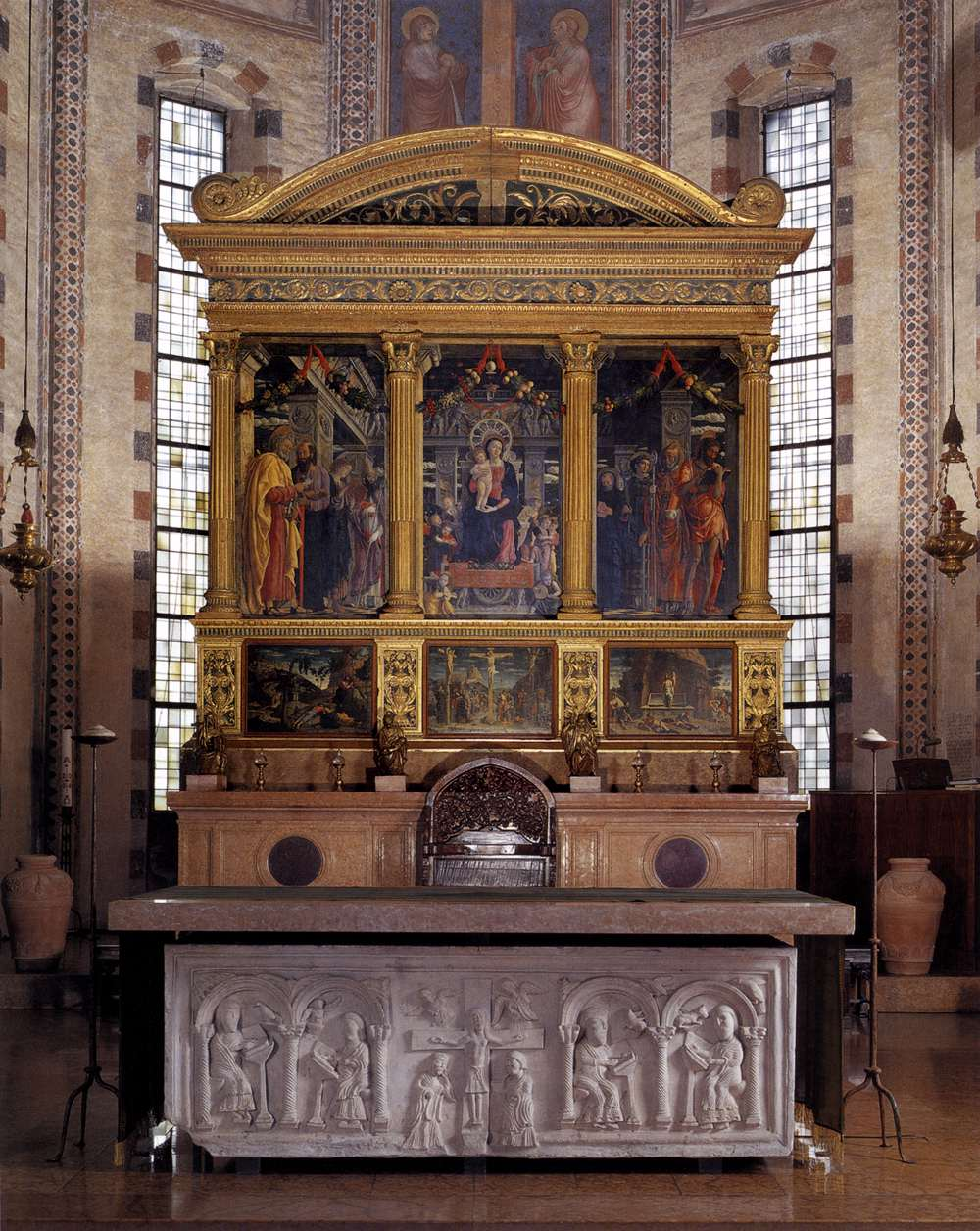
۶ نقاشی بر روی قطعهٔ محراب بازیلیکای سان زِنو
از ۱۴۵۷ تا ۱۴۶۰ م.